# 新谷幹雄
新谷 幹雄（しんたに みきお、1947年 - ）は、日本の会計学者、博士。公認内部監査人（CIA）。

## 来歴
東京都出身。1970年 中央大学商学部商業貿易学科卒業。1973年 青山学院大学大学院経営学研究科経営学専攻修士課程修了、修士（経営学）。1976年 駒澤大学大学院商学研究科博士課程商学専攻満期退学。1976年～2012年 外資系石油化学会社、外資系アパレル会社に勤務。2006年 中央大学大学院商学研究科商学専攻博士課程前期課程修了、修士（商学）
。
2015年 中央大学大学院商学研究科商学専攻博士課程後期課程修了。博士（会計学）の学位を取得